# 1,3-indaandion
1,3-indaandion is een tweewaardig keton en behoort tot de bicyclische aromatische koolwaterstoffen. Het is een gelige vaste stof.
De twee ketongroepen zijn symmetrisch in de molecule aanwezig. Er bestaat ook een structuurisomeer, 1,2-indaandion waarin de twee ketongroepen vicinaal zijn. 1,3-indaandion in water vertoont keto-enoltautomerie:

## Synthese
1,3-indaandion kan bereid worden door de Claisen-condensatie van di-ethylftalaat of dibutylftalaat, gevolgd door hydrolyse en decarboxylering:
Een andere mogelijkheid is de oxidatie van indaan met als oxidatiemiddel bijvoorbeeld tert-butylhydroperoxide. De opbrengst hiervan is laag; het voornaamste reactieproduct is 1-indanon:

## Toepassingen en reacties
1,3-indaandion is een uitgangsstof van de anticoagulanten difacinon, pindon en chloorfacinon die als rattengif worden gebruikt.
Een ander derivaat van 1,3-indaandion is ninhydrine dat wordt gebruikt om vingerafdrukken op te sporen.
De Clemmensen-reductie van 1,3-indaandion levert zowel indaan als indeen.
Wanneer men reduceert met natriumboorhydride en palladium als katalysator bekomt men eerst 3-hydroxy-1-indanon en vervolgens 1,3-indaandiol. 3-hydroxy-1-indanon is een bouwsteen van een lichtgevoelige kleurstof die gebruikt kan worden in kleurenfotografie: